# Polonia Bytom w sezonie 1947
Ten artykuł przedstawia wyniki meczów piłkarskich Polonii Bytom w sezonie 1947.

## Mistrzostwa Polski
W 1947 roku Polonia Bytom brała udział w rozgrywkach grupy pierwszej mistrzostw Polski, będących jednocześnie eliminacjami do utworzonej w następnym roku Ligi. Klub zajął trzecie miejsce w grupie zdobywając 22 punkty, strzelając 57 bramek, a tracąc 35. Tym samym drużyna zakwalifikowała się do rozgrywek ligowych.
| Lp. | Data  | Dom/ Wyjazd | Przeciwnik       | Wynik     | Sędzia       | Widzów | Bramki                                                                         | Skład |
| --- | ----- | ----------- | ---------------- | --------- | ------------ | ------ | ------------------------------------------------------------------------------ | --- |
| 1   | 30.03 | D           | Ognisko Siedlce  | 9:1 (1:1) | Chruściński  | ~7000  | Matyas 7', 77', Kazimierowicz 47', 49', 70', Szmidt 57', 63', 66', 87' (karny) | Madejski, Salik, Marosz, Hanin, Sulikowski, Sumara, Kazimierowicz, Matyas, Kozak, Szmidt, Buczma                                 |
| 2   | 13.04 | W           | Wisła Kraków     | 1:3 (1:2) | Strzelecki   | ~7000  | Kazimierowicz 10'                                                              | Madejski (Raszczuk 35'), Komórkiewicz, Marosz, Hanin, Salik, Sumara, Kazimierowicz, Matyas, Kozak, Szmidt, Buczma                |
| 3   | 20.04 | D           | Polonia Warszawa | 1:4 (1:1) | Seichter     | +10000 | Wiśniewski 3'                                                                  | Raszczuk, Komórkiewicz, Marosz, Hanin, Salik, Sumara, Kazimierowicz, Matyas, Wiśniewski, Szmidt, Buczma                          |
| 4   | 27.04 | W           | Skra Częstochowa | 4:1 (3:0) | Staniszewski |        | Kazimierowicz 31', Wiśniewski 34', Kozak 36', 52'                              | Madejski, Marosz, Hanin, Sumara, Salik, Sulikowski, Wiśniewski, Kozak, Pierożyński, Matyas, Kazimierowicz                        |
| 5   | 11.05 | D           | Polonia Świdnica | 4:1 (2:1) | Bukowski     | ~6000  | Matyas 34', Kozak 39', Kazimierowicz 68', Wiśniewski 70'                       | Raszczuk (Madejski), Salik, Marosz, Sulikowski, Szmidt, Sumara, Kazimierowicz, Matyas, Pierożyński, Kozak, Wiśniewski            |
| 6   | 18.05 | D           | RKS Szombierki   | 4:3 (2:0) |              | ~6000  | Wiśniewski 5', 42', Matyas 68', Kazimierowicz 73' (głową)                      | Madejski, Hanin, Marosz, Sulikowski, Szmidt, Sumara, Kazimierowicz, Matyas, Pierożyński, Kozak, Wiśniewski                       |
| 7   | 01.06 | D           | KKS Poznań       | 2:2 (1:1) | Mytnik       | +10000 | Kazimierowicz 25', Wiśniewski 82'                                              | Madejski (Raszczuk), Komórkiewicz, Marosz, Dawidowicz, Szmidt, Sulikowski, Kazimierowicz, Matyas, Pierożyński, Kozak, Wiśniewski |
| 8   | 15.06 | W           | Motor Białystok  | 4:0 (1:0) |              |        |                                                                                | |
| 9   | 13.07 | D           | Motor Białystok  | 8:1 (4:1) |              |        | Pierożyński ?', ?', Kulawik ?', ?', Kazimierowicz ?'                           | |
| 10  | 27.07 | W           | Ognisko Siedlce  | 8:2 (2:0) |              |        | Wyganowski ?', ?', Wiśniewski ?', ?', Matyas ?', ?', Kulawik ?' (karny)        | |
| 11  | 03.08 | D           | Skra Częstochowa | 3:2 (3:0) |              | ~7000  |                                                                                | |
| 12  | 10.08 | W           | RKS Szombierki   | 1:0 (1:0) |              |        |                                                                                | |
| 13  | 24.08 | W           | KKS Poznań       | 0:4 (0:2) | Seichter     | +8000  |                                                                                | |
| 14  | 07.09 | D           | Wisła Kraków     | 1:7 (0:2) | Sperling     | ~20000 | Szmidt ?' (karny)                                                              | |
| 15  | 21.09 | W           | Polonia Świdnica | 5:2 (2:2) | Winiarski    | ~6000  | Trampisz 20', Wiśniewski 24', 59', ? 66', Kulawik 85'                          | Madejski, Komórkiewicz, Salik, Dawidowicz, Szylik, Sulikowski, Wiśniewski, Kulawik, Matyas, Trampisz, Pierożyński                |
| 16  | 28.09 | W           | Polonia Warszawa | 2:2 (2:0) | Romanowski   | ~10000 | Kulawik ?', Trampisz ?'                                                        | Madejski, Komórkiewicz, Salik, Dawidowicz, Szmidt, Sulikowski, Pierożyński, Trampisz, Matyas, Kulawik, Wiśniewski                |